# Мултиверзум
Мултиверзум је назив за хипотетичку замисао да постоји више универзума, који заједно чине једну целину свега постојећег. Различити универзуми називају се паралелни универзуми. Постоје различите хипотезе о стању у мултиверзуму, каквог је облика, типови универзума, хијерархијски модел...
Мултиверзум је тема многих области: космологије, физике, филозофије, теологије и научне фантастике. 
Назив „мултиверзум” смислио је Вилијам Џејмс, а популаризовао га је Мајкл Муркок, аутор научне фантастике. Популарни називи осим „паралелних универзума” су: „алтернативни, квантни универзуми, паралелни светови, алтернативне реалности”.